# Saline di Ostia
Saline di Ostia è un'area urbana del Municipio Roma X di Roma Capitale (zona "O" 40), situata in zona Z. XXXV Ostia Antica.
Confina a nord-ovest con il comune di Fiumicino, a nord-est con Bagnoletto, a sud-ovest con Ostia Antica e a sud-est con la via dei Romagnoli.
L'area si articola tra il fiume Tevere e la via del Mare lungo le strade principali: via Giuseppe Fiorelli e via del Collettore Primario.

## Storia

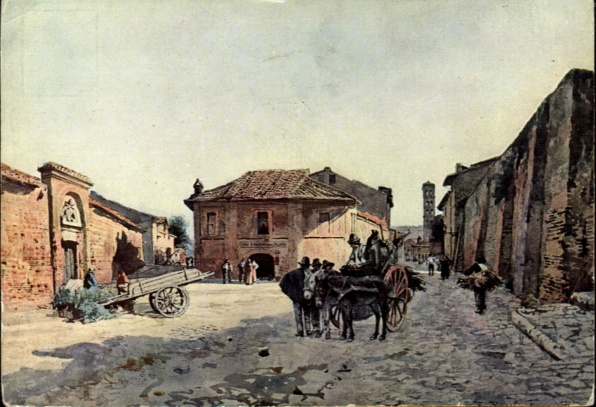
Roesler-Franz, Via della Salara a Marmorata.

La zona deve il suo nome alla presenza di due saline naturali, cioè "due stagni di acqua salsa, uno a levante, l'altro a ponente della foce unica del Tevere", già sfruttate dai Vejenti. Era stato Anco Marzio, fondatore di Ostia per dotare Roma di un suo porto, ad organizzarne lo sfruttamento ed estenderne la dimensione.
Il sale era assai importante nella vita dei popoli antichi, perché era essenziale per la conservazione dei cibi (costituiva perciò il bene con cui venivano pagati i soldati, da cui la parola salario). Il possesso delle riserve saline era quindi un fondamentale elemento di potenza nelle relazioni tra popolazioni, e anche di dominio politico interno: la produzione e il commercio del sale (e la relativa tassazione) erano tradizionalmente di esclusiva competenza pubblica. E il possesso e il commercio del sale furono di tale rilievo per lo sviluppo di Roma, da dare il nome a una delle prime vie consolari, la via Salaria, appunto.

## Infrastrutture e trasporti
|  | È raggiungibile dalla stazione Ostia Antica. |